# Red Bull Powertrains
La Red Bull Powertrains, nota anche con l'acronimo RBPT, è un'azienda britannica produttrice di propulsori di proprietà dell'azienda austriaca attiva nel settore alimentare Red Bull GmbH, e controllata dalla squadra automobilistica Red Bull Racing che gareggia nel campionato mondiale di Formula 1.

## Storia
Dal suo esordio nel 2005 la Red Bull Racing, così come dall'anno successivo la scuderia satellite Toro Rosso (rinominata prima in AlphaTauri e poi in RB), aveva gareggiato in Formula 1 come semplice costruttore, acquistando i motori da altre aziende, quali Cosworth, Ferrari, Renault e Honda.
Nel corso del 2021, però, in seguito al programmato ritiro di Honda a partire dalla stagione 2022, il team anglo-austriaco decide di diventare un motorista a tutti gli effetti, sviluppando in casa le proprie power unit. In tal senso, il 15 febbraio 2021 viene fondata la società Red Bull Powertrains (RBPT). Il successivo 23 aprile viene annunciata l'assunzione nel ruolo di direttore tecnico di Ben Hodgkinson, dal 2017 al 2021 a capo della Mercedes AMG High Performance Powertrains, l'azienda costruttrice dei motori della rivale Mercedes AMG F1 e già da vent'anni al lavoro nel suo stabilimento di Brixworth, mentre il 6 maggio si aggiungono altri cinque ex dipendenti dell'azienda anglo-tedesca: Steve Blewett come direttore di produzione, Omid Mostaghimi, a capo dei settori motore, elettronica e recupero energetico, Pip Clode come capo di progettazione meccanica per il recupero energetico, Anton Mayo, responsabile della progettazione unità di potenza a combustione e Steve Brodie, leader delle operazioni della parte termica.
A causa del congelamento degli sviluppi e dei regolamenti condivisi, per il campionato 2022 Honda continua ad assemblare i propulsori e fornire supporto operativo, con l'idea di un graduale distacco nelle due stagioni successive, per poi lasciare alla RBPT la piena responsabilità dal 2025. I motori autoprodotti vengono utilizzati sia dalla squadra principale Red Bull Racing sia dall'allora satellite AlphaTauri.
Dal 2023, a rafforzare la collaborazione tra Honda e Red Bull Powertrains, i motori vengono ribattezzati Honda RBPT. Nello stesso anno, viene annunciato un accordo di partnership con Ford per il periodo 2026-2030.